# Teleki László (politikus, 1764–1821)
Széki gróf Teleki László (Szirák, 1764. szeptember 8. – Pest, 1821. március 24.) Somogy vármegye főispáni helytartója, főispán, aranykulcsos, utazó, császári és királyi kamarás, református főgondnok, hétszemélynök, költő, közélelmezési felügyelő, nyelvész, országgyűlési követ.

## Családja
Apja gróf Teleki József (1738–1796) ugocsai főispán, anyja királyfalvi Róth Janka (1741–1814) volt.
1787-ben házasságra lépett Teleki Mária grófnővel, Teleki Ádám gróf és Wesselényi Mária leányával. 1800-ban, miután elvesztette első nejét, második házasságra lépett szoboszlai Mészáros János báró altábornagy leányával, Johannával.
Első házasságából született gyermekei: Ádám tábornok, József erdélyi kormányzó és a Magyar Tudományos Akadémia elnöke, Sámuel egyházkerületi főgondnok, valamint Janka; második házasságából: Dénes, László és Auguszta.

## Élete
Magántanítók felügyelete alatt, majd a marosvásárhelyi kollégiumban igen gondos nevelésben részesült. Nevelésében és sokoldalú tudományos képzésében nagy érdeme volt a tudós Cornides Dánielnek, akivel – miután iskoláit és a törvényes gyakorlatot befejezte – fél évet Bécsben töltött, 1783-ban pedig külföldre utazott, Göttingenben másfél évet szentelt a tudományoknak. Aztán beutazta Németországot, Angliát, Franciaországot, Hollandiát és Svájcot.
1787-ben házasságra lépett Teleki Mária grófnővel. 1789-ben az erdélyi kormányszéknél tiszteletbeli titoknok, 1791-ben királyi kamarás, 1792-ben az erdélyi királyi tábla bírája lett, és időközben, 1790-ben országgyűlési követté és a kolozsvári református kollégium gondnokává választották. Apjának 1796-ban bekövetkezett halála és megváltozott családi viszonyai miatt lakását Magyarországra tette át. 1800-ban, miután elvesztette első nejét, második házasságra lépett báró szoboszlai Mészáros János altábornagy leányával, Johannával. 1802-ben a dunamelléki egyházkerület főgondnokává választották, majd 1803-ban a pesti királyi tábla bírája lett. A fejedelem azzal jutalmazta érdemeit, hogy 1811-ben Somogy vármegye főispáni helyettesévé, 1819-ben a Hétszemélyes Tábla bírájává nevezte ki.

## Művei
- A nevelésről, 1796 (kéziratban maradt)
- Buzgó fiui tiszteletnek s szeretetnek emlékezet köve, melyet az 1796. esztendőben meghólt igen kedves édes atyának, néhai gróf Széki Teleki József úrnak tiszteletére fiúi érzékeny háladatosságból felemelni kívánt. Pest, 1797 (költemény)
- Néhai r. sz. b. gróf Széki Teleki Ádám úr… áldott hamvainak emlékezetekre, belső érzékeny indulattal szentelte. Uo. 1798 (költemény)
- Ő kir. herczegsége Magyar ország nádorispánnya József értz-hertzegnek élete párjával, Alexandra Paulowna ő cs. hertzegségével Budára való megérkezésekor… idvezlő érzékenységei. Uo. 1800 (költemény)
- Egy jó asszony képe, mellyet néhai gr. Széki Teleki Mária elfelejthetetlen emlékezetű felesége áldott hamvainak tiszteletére férfi érzékenységgel felemelt. Uo. 1801 (költemény a Néhai gróf Széki Teleki Mária sirhalma cz. gyűjteményes munkából)
- A magyar nyelv előmozdításáról buzgó esdeklései. Uo. 1806 (Jutalom feleletek a magyar nyelv és egy magyar tudós társaság ügyében. Németül: Uo. 1810. Ism. N. Annalen der Literatur. Bécs, 1809. I. 268. l.)
- Über die Einrichtung einer gelehrten Gesellschaft in Ungarn. Pest, 1810